# 國際藤球總會
國際藤球總會（International Sepaktakraw Federation，ISTAF）是一個成立於1992年，專門管轄國際藤球事務的組織。目前，該組有28個成員國加盟，旗下的主要比賽有世界杯和超級系列賽。

## 外部連結
- 官方網站